# Руанська діва на прізвисько Пампушка
«Руанська діва на прізвисько Пампушка» (рос. «Руанская дева по прозвищу Пышка») — російський радянський художній фільм 1989 року режисерів Євгена Гінзбурга та Рауфа Мамедова, мюзикл за оповіданнями Гі де Мопассана «Пампушка», «Мадемуазель Фіфі», «Історія наймички».

## Сюжет
Дія починається в 1871 році, коли в ході франко-пруської війни німецькі війська окупували Руан. Елізабет Руссе, на прізвисько «Пампушка», повія з руанського будинку розпусти відправляється побачити свою дочку. Подорож на диліжансі у великій компанії громадян міста сильно затягується через війну.
В одному з міст мандрівників затримує прусський офіцер. Він домагається Пампушки й схиляє її до інтимної близькості — тільки тоді він дозволить всій компанії продовжити шлях. Пампушка, професія якої це начебто цілком дозволяє, не хоче ділити ложе з ворогом Франції...

## У ролях
- Наталя Лапіна
- Людмила Арініна
- Армен Джигарханян
- Ніна Русланова
- Мамука Кікалейшвілі
- Олександр Абдулов
- Леонід Ярмольник
- Мар'яна Полтева
- Микола Лавров
- Ліліан Малкіна
- Світлана Смирнова
- Валентина Тализіна
- Костянтин Райкін
- Наталя Крачковська
- Юлія Рутберг
- Семен Фурман
- Антоніна Венедиктова
- Анатолій Обухов
- Владислав Демченко

Вокальні партії виконують:
- Ірина Отієва
- Михайло Пахманов
- Катерина Семенова
- Ірина Фокіна
- Геннадій Дубинський
- Світлана Степченко

## Творча група
- Сценарій і тексти пісень: Кім Рижов
- Режисери-постановники: Євген Гінзбург, Рауф Мамедов
- Оператор-постановник: Валерій Гінзбург
- Композитор: Георгій Гаранян